# Wera Czawdarowa
Wera Czawdarowa, bułg. Вера Чавдарова (ur. 19 listopada 1980) – bułgarska lekkoatletka specjalizująca się w skoku o tyczce.
Reprezentantka kraju w zawodach pucharu Europy. Wielokrotna mistrzyni Bułgarii, siedmiokrotna na otwartym stadionie (1999, 2001, 2002, 2003, 2004, 2006, 2007) oraz pięciokrotna w hali (2001, 2003, 2004, 2006, 2007).
Rekordy życiowe: na stadionie 4,30 (Sofia 26/06/2004), w hali 4,20 (Sofia 10/02/2007).